# Muricellisis echinata
Muricellisis echinata är en korallart som beskrevs av Kükenthal 1915. Muricellisis echinata ingår i släktet Muricellisis och familjen Isididae. Inga underarter finns listade i Catalogue of Life.